# Транспорт Ірландії
Транспорт Ірландії представлений автомобільним , залізничним , повітряним , водним (морським, річковим і озерним)  і трубопровідним , у населених пунктах  та у міжміському сполученні діє громадський транспорт пасажирських перевезень. Площа країни дорівнює 70 273 км² (120-те місце у світі). Форма території країни — складна, трохи видовжена в меридіональному напрямку; максимальна дистанція з півночі на південь — 465 км, зі сходу на захід — 265 км. Географічне положення Ірландії дозволяє країні контролювати морські та повітряні транспортні шляхи в Північній Атлантиці, західні морські підходи до території Великої Британії.

## Автомобільний
Загальна довжина автошляхів у Ірландії, станом на 2014 рік, дорівнює 96 036 км із твердим покриттям (1 224 км швидкісних автомагістралей) (49-те місце у світі).

## Залізничний
Загальна довжина залізничних колій країни, станом на 2014 рік, становила 3 237 км (55-те місце у світі), з яких 1 872 км широкої 1600-мм колії (49 км електрифіковано), 1 365 км вузької 914-мм колії (експлуатується Ірландською торфовою компанією для транспортування торфу з родовищ до ТЕС).

## Повітряний
У країні, станом на 2013 рік, діє 40 аеропортів (105-те місце у світі), з них 16 із твердим покриттям злітно-посадкових смуг і 24 із ґрунтовим. Аеропорти країни за довжиною злітно-посадкових смуг розподіляються наступним чином (у дужках окремо кількість без твердого покриття):
- довші за 10 тис. футів (>3047 м) — 1 (0);
- від 10 тис. до 8 тис. футів (3047-2438 м) — 1 (1);
- від 8 тис. до 5 тис. футів (2437—1524 м) — 4 (0);
- від 5 тис. до 3 тис. футів (1523—914 м) — 5 (2);
- коротші за 3 тис. футів (<914 м) — 5 (21)[1].

У країні, станом на 2015 рік, зареєстровано 6 авіапідприємств, які оперують 431 повітряним судном. За 2015 рік загальний пасажирообіг на внутрішніх і міжнародних рейсах становив 113,1 млн осіб. За 2015 рік повітряним транспортом було перевезено 138,58 млн тонно-кілометрів вантажів (без врахування багажу пасажирів).
Ірландія є членом Міжнародної організації цивільної авіації (ICAO). Згідно зі статтею 20 Чиказької конвенції про міжнародну цивільну авіацію 1944 року, Міжнародна організація цивільної авіації для повітряних суден країни, станом на 2016 рік, закріпила реєстраційний префікс — EI, заснований на радіопозивних, виділених Міжнародним союзом електрозв'язку (ITU). Аеропорти Ірландії мають літерний код ІКАО, що починається з — EI.

## Водний

### Морський
Головні морські порти країни: Дублін, Шаннон-Фойнс. Річний вантажообіг контейнерних терміналів (дані за 2011 рік): Дублін — 1,93 млн контейнерів (TEU).
Морський торговий флот країни, станом на 2010 рік, складався з 31 морського судна з тоннажем більшим за 1 тис. реєстрових тонн (GRT) кожне (84-те місце у світі), з яких: суховантажів — 28, танкерів для хімічної продукції — 2, контейнеровозів — 1.
Станом на 2010 рік, кількість морських торгових суден, що ходять під прапором країни, але є власністю інших держав — 5 (Франції — 2, Іспанії — 1, Сполучених Штатів Америки — 2); зареєстровані під прапорами інших країн — 33 (Багамських Островів — 3, Бермудських Островів — 1, Камбоджі — 1, Кіпру — 3, Острову Мен — 1, Казахстану — 1, Мальти — 4, Маршаллових Островів — 6, Нідерландів — 8, Панами — 1, Російської Федерації — 1, Словаччини — 1, Швеції — 1, Великої Британії — 1).

### Річковий
Загальна довжина судноплавних ділянок річок і водних шляхів доступних для суден 2010 року становила 956 км (67-ме місце у світі). Водні шляхи використовуються лише судами і яхтами для прогулянок. Головні канали — Гранд і Роял.
Головні річкові порти країни: Корк на річці Лі, Вотерфорд на річці Шур.

## Трубопровідний
Загальна довжина газогонів у Ірландії, станом на 2013 рік, становила 2 147 км.

## Державне управління
Держава здійснює управління транспортною інфраструктурою країни через міністерство транспорту, туризму і спорту. Станом на 13 травня 2016 року міністерство в уряді Енди Кенні очолював Шейн Росс.

### Українською
- Атлас. 10-11 клас. Економічна і соціальна географія світу / упорядники :  О. Я. Скуратович, Н. І. Чанцева. — К. : ДНВП «Картографія», 2010. — ISBN 978-966-475-639-3.
- Атлас світу / голов. ред. І. С. Руденко ; зав. ред. В. В. Радченко ; відп. ред. О. В. Вакуленко. — К. : ДНВП «Картографія», 2005. — 336 с. — ISBN 9666315467.
- Безуглий В. В. Економічна і соціальна географія зарубіжних країн : Навчальний посібник. — К. : ВЦ «Академія», 2007. — 704 с. — ISBN 978-966-580-239-6.
- Безуглий В. В., Козинець С. В. Регіональна економічна і соціальна географія світу : Навчальний посібник. — видання 2-ге, доп., перероб. — К. : ВЦ «Академія», 2007. — 688 с. — ISBN 966-580-144-9.
- Дахно І. І. Країни світу: Енциклопедичний довідник / І. І. Дахно, С. М. Тимофієв. — К. : Мапа, 2011. — 606 с. — (Бібліотека нового українця) — ISBN 978-966-8804-23-6.
- Дахно І. І. Економічна географія зарубіжних країн : навчальний посібник. — К. : Центр учбової літератури, 2014. — 319 с. — ISBN 978-611-01-0682-5.
- Дорошенко В. І. Географія транспорту : Навчальний посібник / В. І. Дорошенко, К. Д. Діденко. — К. : Київський нац. ун-т ім. Т. Шевченка, 2010. — 183 с. — ISBN 978-966-439-329-1.
- Дубович І. А. Країнознавчий словник-довідник. — 5-те вид., перероб. і доп. — К. : Знання, 2008. — 839 с. — ISBN 978-966-346-330-8.
- Економічна і соціальна географія країн світу : Навчальний посібник / За ред. С. П. Кузика. — Л. : Світ, 2002. — 672 с. — ISBN 966-603-178-7.
- Зарубіжна транспортна географія : навчальний посібник / уклад. : Петрашевський О. Л. и др. — К. : Національний транспортний університет, 2015. — 95 с. — ISBN 978-966-632-227-5.
- Юрківський В. М. Регіональна економічна і соціальна географія. Зарубіжні країни : Підручник. — К. : Либідь, 2001. — 416 с. — ISBN 966-06-0092-5.

### Англійською
- (англ.) Modern Transport Geography / Hoyle, B. and R. Knowles (eds). — Second Edition,. — London : Wiley, 1998.
- (англ.) Rodrigue, J-P. The Geography of Transport Systems. — Fourth Edition. — N. Y. : Routledge, 2017. — 440 с. — ISBN 978-1138669574.
- (англ.) Taaffe E. J., Gauthier H. L. and O'Kelly M. E. Geography of transportation. — Second Edition. — N. Y. : Prentice Hall, 1996. — ISBN 0-13-368572-1.
- (англ.) Black, W. Transportation: A Geographical Analysis. — N. Y. : Guilford, 2003.

### Російською
- (рос.) Максаковский В. П. Географическая картина мира. Книга I: Общая характеристика мира. — М. : Дрофа, 2008. — 495 с. — ISBN 978-5-358-05275-8.
- (рос.) Максаковский В. П. Географическая картина мира. Книга II: Региональная характеристика мира. — М. : Дрофа, 2009. — 480 с. — ISBN 978-5-358-06280-1.
- (рос.) Физико-географический атлас мира. — М. : Академия наук СССР и главное управление геодезии и картографии ГГК СССР, 1964. — 298 с.
- (рос.) Шаповал Н. С. Транспортная география и транспортные системы мира : учебное пособие. — К. : Центр учбової літератури, 2006. — 188 с. — ISBN 000-0000-00-4.
- (рос.) Экономическая, социальная и политическая география мира. Регионы и страны / под ред. С. Б. Лаврова, Н. В. Каледина. — М. : Гардарики, 2002. — 928 с. — ISBN 5-8297-0039-5.
- (рос.) Энциклопедия стран мира / глав. ред. Н. А. Симония. — М. : НПО «Экономика» РАН, отделение общественных наук, 2004. — 1319 с. — ISBN 5-282-02318-0.